# Johannes Ramont

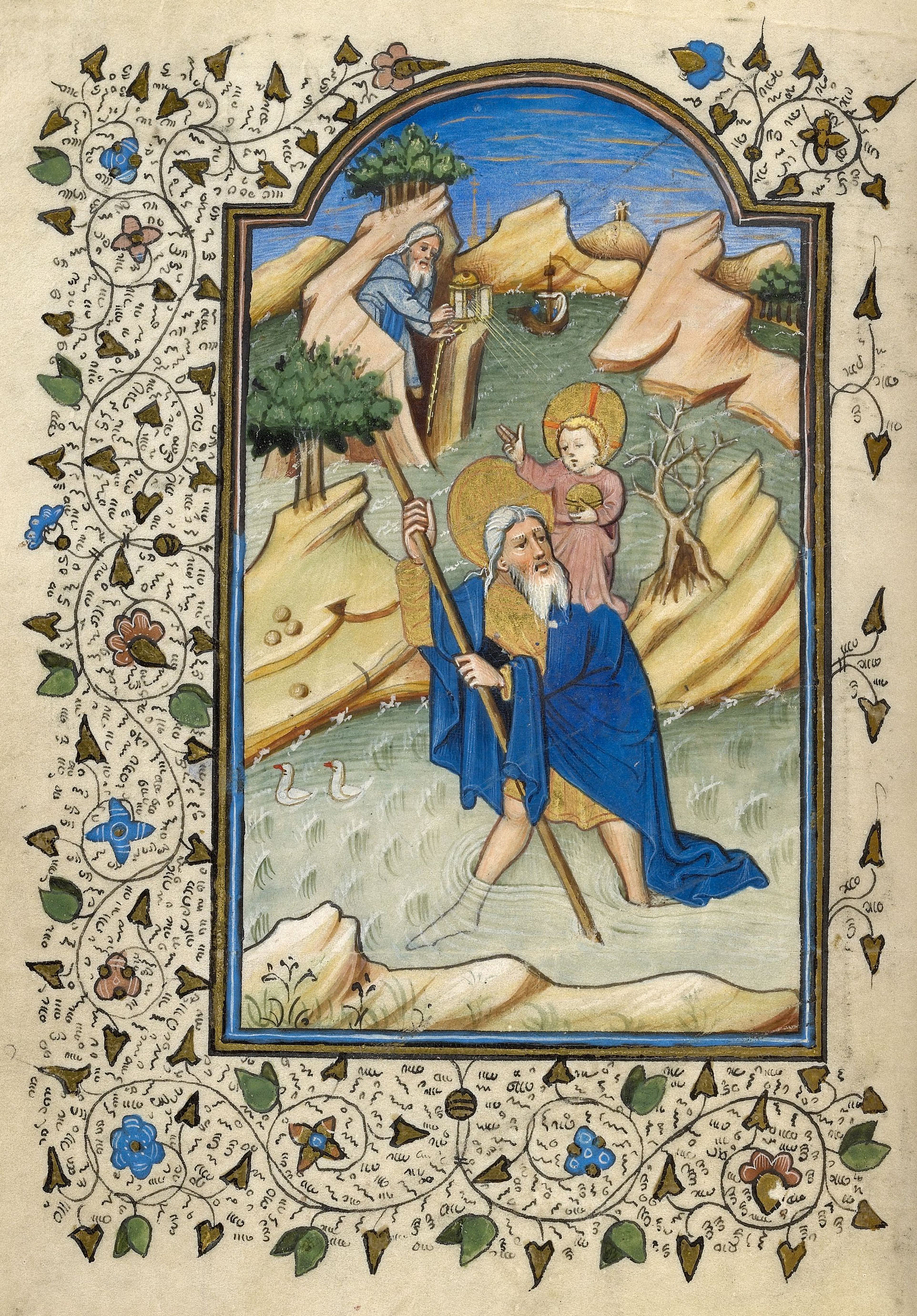
Getijdenboek, Gent 1420, Morgan Library & Museum MS M.46 fol. 23v, Meester van Guillebert de Mets, De H. Christoffel

Johannes Ramont was een miniaturist werkzaam in Gent in de eerste helft van de 15e eeuw.

## Biografische elementen
Hij was vanaf 1413 in dienst van Michelle van Valois, de eerste echtgenote van Filips de Goede. Zijn baan voor het hertogelijke hof liet hem toe in Gent te werken zonder zich aan te sluiten bij het schildersgilde. In november 1418 werd hij alsnog lid van het Gentse Sint-Lucasgilde.
Hij blijft voor het hof werken en in 1436 verlucht hij een handschrift voor Isabella van Portugal de derde vrouw van Filips de Goede. In 1434 sluit hij aan bij het schildersgilde van Doornik waarschijnlijk om nieuw afzetgebied te kunnen bewerken, maar hij blijft wonen en werken in Gent. Uit archiefdocumenten blijkt dat hij twee kleine huizen in Gent bezat, een aan de Houtlei en een ander in de huidige Turrepoortsteeg, in de buurt van de Turrepoort, het Hof Posteerne en het Hof ten Walle, de hertogelijke residenties. Omwille van zijn chronische schulden moest hij die eigendommen verkopen. Ondanks zijn relaties in de hertogelijke kringen stierf hij in relatieve armoede voor 1445.

## Meesters van Guillebert de Mets
Volgens een studie uit 2016 van het Koninklijk Instituut voor het Kunstpatrimonium zou deze meester kunnen vereenzelvigd worden met ‘hand A’ uit de groep van de Meesters van Guillebert de Mets, die een belangrijk aantal miniaturen schilderde in de Decamerone gekopieerd voor Filips de Goede door Guillebert de Mets naar een Franse vertaling van Laurent de Premierfait, nu bewaard in de BnF met signatuur Arsenal Ms. 5070.
Dominique Vanwijnsberghe  voert hiervoor aan dat beiden werkten in Gent in de periode van 1420 tot 1445 en beiden productieve verluchters waren die anderen hebben opgeleid. Ze werkten allebei voor het Bourgondische hof en voor de hertog zelf. De zoon van Jean Ramont vestigde zich als miniaturist in Doornik en de opvolger van deze ‘Hand A’, de Meester van de Privileges van Gent en Vlaanderen, was ook zeer actief in die stad. Volgens een lijst van boeken geschreven door Guillebert de Mets, zou een Decamerone die hij geschreven had verlucht zijn door Johannes Ramont. Deze Decamerone zou het exemplaar zijn dat hij maakte voor Filips de Goede wat de identificatie sluitend zou maken.

## Werken
Als de veronderstelling, dat de Decamerone die in Parijs bewaard wordt, het exemplaar zou zijn waarover Guillebert de Mets attesteert dat het verlucht werd door Johannes Ramont correct is, zou dit een gedocumenteerd werk van Ramont zijn. Voor het overige zijn een aantal werken toegeschreven aan de Meesters van Guillebert de Mets waarschijnlijk van zijn hand.